# Neolophonotus hulli
Neolophonotus hulli là một loài ruồi trong họ Asilidae. Neolophonotus hulli được Londt miêu tả năm 1988. Loài này phân bố ở vùng nhiệt đới châu Phi.